# Gran Premi del Canadà del 1968
Resultats del Gran Premi del Canadà de Fórmula 1 de la temporada 1968, disputat al circuit urbà de Mont-Tremblant el 22 de setembre del 1968.

## Resultats de la cursa
| Pos | No | Pilot                | Equip           | Voltes | Temps/ Retir.     | Pos. de sort. | Punts |
| --- | -- | -------------------- | --------------- | ------ | ----------------- | ------------- | ----- |
| 1   | 1  | Denny Hulme          | McLaren - Ford  | 90     | 1h 27' 11. 2      | 6             | 9     |
| 2   | 2  | Bruce McLaren        | McLaren - Ford  | 89     | + 1 Volta         | 8             | 6     |
| 3   | 16 | Pedro Rodríguez      | BRM             | 88     | + 2 Voltes        | 12            | 4     |
| 4   | 3  | Graham Hill          | Lotus - Ford    | 86     | + 4 Voltes        | 5             | 3     |
| 5   | 21 | Vic Elford           | Cooper - BRM    | 86     | + 4 Voltes        | 16            | 2     |
| 6   | 14 | Jackie Stewart       | Matra - Ford    | 83     | + 7 Voltes        | 11            | 1     |
| Ret | 18 | Jean-Pierre Beltoise | Matra           | 77     | Caixa canvi       | 15            |       |
| Ret | 9  | Chris Amon           | Ferrari         | 72     | Transmissió       | 2             |       |
| Ret | 15 | Johnny Servoz-Gavin  | Matra - Ford    | 71     | Accident          | 13            |       |
| NC  | 20 | Lucien Bianchi       | Cooper - BRM    | 56     | No Classificat    | 18            |       |
| Ret | 19 | Henri Pescarolo      | Matra           | 54     | Pressió de l'oli  | 19            |       |
| Ret | 6  | Jochen Rindt         | Brabham - Repco | 39     | Motor             | 1             |       |
| Ret | 4  | Jackie Oliver        | Lotus - Ford    | 32     | Palier            | 19            |       |
| Ret | 5  | Jack Brabham         | Brabham - Repco | 31     | Suspensions       | 10            |       |
| Ret | 12 | Jo Siffert           | Lotus - Ford    | 29     | Pèrdua d'oli      | 3             |       |
| Ret | 11 | Dan Gurney           | McLaren - Ford  | 29     | Radiador          | 4             |       |
| Ret | 24 | Piers Courage        | BRM             | 22     | Caixa canvi       | 14            |       |
| Ret | 27 | Bill Brack           | Lotus - Ford    | 18     | Palier            | 20            |       |
| Ret | 8  | John Surtees         | Honda           | 10     | Caixa canvi       | 7             |       |
| Ret | 22 | Jo Bonnier           | McLaren - BRM   | 0      | Sistema del comb. | 17            |       |

## Altres
- Pole: Jochen Rindt 1' 33. 8
- Volta ràpida: Jo Siffert 1' 35. 1 (a la volta 22)